# Ијан Макдоналд
Ијан Макдоналд (енгл. Ian McDonald; рођен 31. марта 1960 у Манчестеру) је британски писац научне фантастике, који тренутно живи у Белфасту.
Његове теме укључују нанотехнологију, пост-сајберпанк, као и утицај брзих технолошких и друштвених промена на незападњачка друштва, што није чест мотив у англосаксонској жанровској литератури. Тако се, на пример, у роману „Река богова” бави Индијом, „Бразил” је смештен у Бразилу, „Чага” се одвија у Африци, а радња романа „Текија” се одвија у Турској.

## Биографија
Родио се 1960. у Манчестеру, мајка му је Иркиња, а отац Шкот. Преселио се у Белфаст са 5 година и од тада живи тамо. Своје занимање за земље трећег света и маргиналне ликове и литературе објашњава управо својим пореклом и окружењем у којем је одрастао у Северној Ирској.
Почео је писати са 9 година, своју прву причу продао је локалном часопису у Белфасту кад му је било 22, а од 1987. се бави искључиво писањем. Свој први роман „Беспуће” (Desolation Road) објавио је 1988. године, а радња романа се одвија у далекој будућности на Марсу и граду који се развија око оазе у тераформираној марсовској пустињи. За „Беспуће” је добио престижну награду Локус у категорији „први роман”. Године 2001. је објавио и наставак „Арес експрес”.
Објављени између 1995. и 2000, романи Chaga и Kirinya, уз новелу Tendeléo's Story, формирају серијал Чага, која прати дејство ванземаљске флоре донете на Земљу, а такође анализира и кризу Сиде у Африци. Главна јунакиња је новинарка из Алстера Габи Мекејлин, чије неутрално око посматра афрички пејзаж и види шта „карантинска зона УН” чини Кенији и Кенијцима. Габина прича, са причом њене ћерке, наставља се у роману Kirinya. Новела Tendeléo's Story гледа се кроз очи младе кенијске девојке која бежи у Уједињено Краљевство, само да би била депортована назад у Кенију као непожељни ванземаљац.
Макдоналдова „Река богова” (2004) смештена је у Индију средином 21. века. За овај роман је добио награду за најбољи роман Британског удружења за научну фантастику за 2004. годину, такође је номинован за награде Хјуго и Артур Ч. Кларк. Роман „Бразил” (2007) смештен је у 18-ом и 21-ом веку у Бразилу, за њега је добио награду Британског удружења за научну фантастику за најбољи роман те године, а био је номинован за најпрестижније жанровске награде Хјуго, Небјула и Локус.
Макдоналд је 2011. започео свој серијал „Вечност” (Everness), фикције намењене младима, романом Planesrunner. Написао је два наставка серијала „Вечност”, Be My Enemy (2012) и Empress of the Sun (2014). Од 2015. до 2019. објавио је три књиге из серијала „Месец” (Luna), које прате сплетке које окружују пет моћних породица које контролишу индустрију на Месецу.

### Серијал Беспуће
- Беспуће (1988) - добитник награде Локус - категорија први роман
- Арес експрес (2001)

### Серијал
- (1995)
- (1997)
- (2000) (приповетка) - добитник награде Теодора Стерџена

### Серијал Индија 2047
- Река богова (2004) – номинован за награде Хјуго, Кларк, добитник награде Британског удружења за научну фантастику
- (2009) (колекција)

### Серијал
- (2011)
- (2012)
- (2014)

- Луна: Млад месец (2015) – номинован за награду Британског удружења за научну фантастику, добитник награде Гејлактик спектрум
- Луна: Вучји месец (2017)
- Луна: Месечев освит (2019)
- (новела) (2019)

### Остала дела
- x (1989)
- (1991) - добитник награде Филипа К. Дика
- Срца, руке и гласови (1992)
- Некровил (1994)
- (1996)
- (приповетка) (2006) - добитник награде Хјуго за најбољу приповетку
- Бразил (2007) – номинован за награду Хјуго, добитник награде Британског удружења за научну фантастику
- Текија (2010) – номинован за награде Хјуго и Кларк, добитник награде Британског удружења за научну фантастику и Меморијалне награде Џон. В. Кемпбел
- (2018)